# Manoir de Beaunay
Le Manoir de Beaunay est un ancien manoir situé aux Hogues, dans le département de l'Eure en Normandie. L'édifice fait l'objet d'un inventaire au patrimoine culturel réalisé en 1968.

## Localisation
Le manoir de Beaunay se situe sur le territoire de la commune des Hogues, dans le nord-est du département de l'Eure. Il est situé au sud du territoire communal.

## Architecture

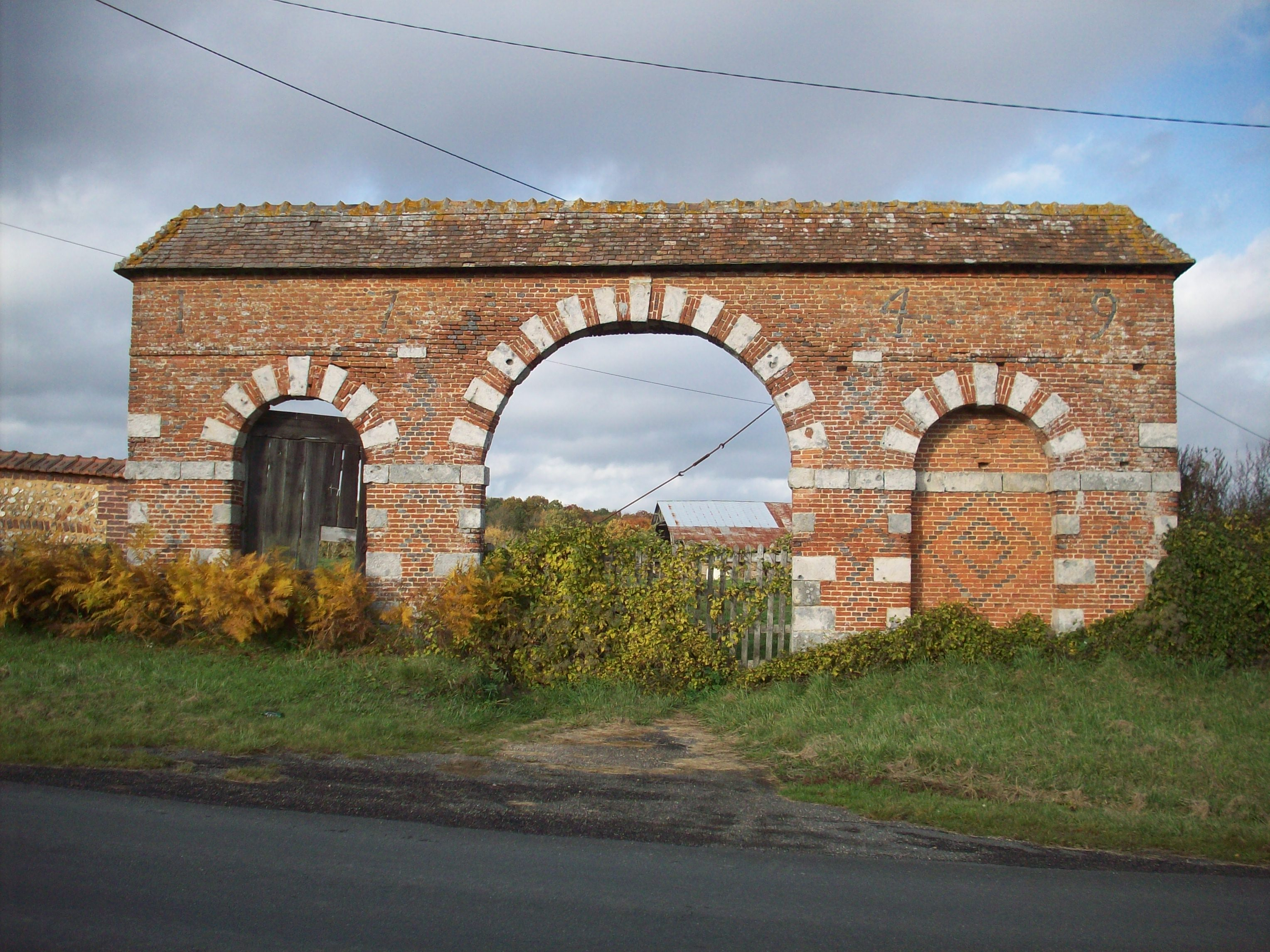
Portail du manoir de Beaunay.
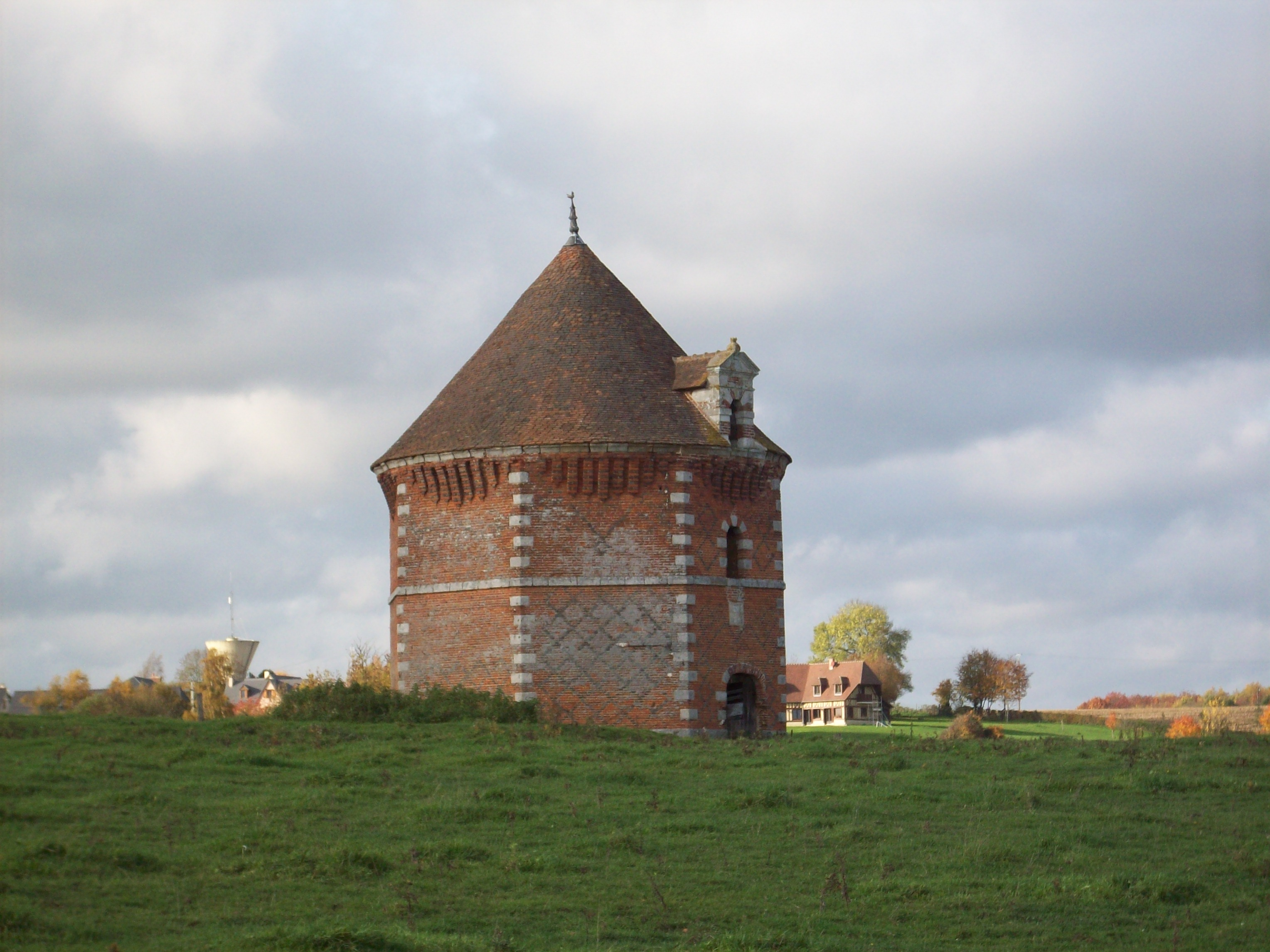
Vue du colombier.